# 稲田清淳
稲田 清淳（いなだ きよあつ／せいじゅん、1866年 - 1905年2月12日）は、日本陸軍の軍人、政治家。最終階級は陸軍三等軍医（少尉相当官）。郡会議員（副議長）。正七位勲六等。
稲田正純（陸軍中将）、坂西一良（陸軍中将）の父。

## 経歴
鳥取県日野郡黒坂村（現在の日野町）出身。
明治20年（1887年）医学を志し、大阪に出て内外の諸科を修めた。明治22年（1889年）医術開業試験に及第。明治27年（1894年）郷里に戻って開業する。明治29年（1896年）台湾に赴き公医に挙げられた。後郷里に戻って業に復す。
事務に精通していたため、郡会議員に選ばれ、其の副議長となった。
明治37年（1904年）日露戦争の際、官医員の募集に応じ第10師団に属して見習医官となる。まもなく三等軍医に任ぜられ、正八位に叙せらる。
清国盛京省遼陽八里荘分医院で亡くなる。戒名清行院義貫智淳居士。

## 史料（日野郡黒坂町･光明寺･稲田清淳墓碑）
- 稲田清淳 - 故陸軍三等軍医正七位勲六等稲田清淳墓 清行院義貫智淳居士

明治三十八年二月十二日、三等軍医、正七位、稲田清淳病みて清国盛京省遼陽八里荘分医院に没す。享年四十歳、越えて二月十二日先塋の次に帰葬す。
君は稲田氏。伯耆の国日野郡黒坂村の人なり。人となり剛快にして細行に拘（こだ）はらず。夙（つと）に医学を志し、明治二十年大阪に遊びて内外の諸科を修む。二十二年内務省試に応じて及第し允（ゆる）さるるを得たり。此より専ら公私の医務に任じ精勤を以て稱へらる。
二十一年郷に帰りて開業す。二十九年台湾に赴き、公医に挙げられ比須篤病原を究（きは）め、得る所少なからず。
後郷里に帰りて業に復す。君事務に精通するを以て郡会議員に選ばれ、其の副議長と為る。討露の役に官医員を召す。君奮起して募に応じ第十師団に属して見習医官と為る。未だ幾ばくもあらずして三等軍医に任ぜられ、正八位に叙せらる。時に三十七年十月なり。其の冬軍中に発瘟（はつをん）の虞（おそれ）有り。
君命を奉じて高家屯に在り、診療に従事して日夕に寝食を忘る。療治室、避隔室等を設けて、防備具（つぶさ）に至れり。軍衆及び土民をして其の惨毒を治免せしむ。君積労の極遂（つひ）に其の気の感染する所と為りて、療養功無く終（つひ）に起（た）たず。
朝廷特に其の功を賞して位階を進め金を賜ふに若干を以てす。土人等も亦金を醵して寄贈すと云ふ。銘に曰く刀圭もて衆を済（すく）ふ。何ぞ必ずしも戈を操らん。偉なるかな仁術。其の功も亦多なり。
明治三十九三月二十日 田中尚撰